# Bernhard Wehner
Bernhard Wehner, auch Bernd Wehner, (* 15. Dezember 1909 in Gera; † 31. Dezember 1995 in Düsseldorf) war ein deutscher Kriminalpolizist und SS-Sturmbannführer. Während des Nationalsozialismus leitete er die „Reichszentrale zur Ermittlung von Kapitalverbrechen“ im Amt V des Reichssicherheitshauptamtes (RSHA) und ermittelte in spektakulären Fällen wie beim „Bromberger Blutsonntag“ und zum Attentat vom 20. Juli 1944 auf Adolf Hitler. Nach dem Ende des Zweiten Weltkriegs arbeitete er zunächst als Autor für das Nachrichtenmagazin Der Spiegel. Von 1954 bis zu seiner Pensionierung 1970 leitete er die Düsseldorfer Kriminalpolizei. Ab 1967 war er Schriftleiter der Fachzeitschrift Kriminalistik und von 1975 bis 1986 alleiniger Herausgeber. Mit seiner publizistischen Arbeit, vor allem für den Spiegel, etablierte er sich nach Ansicht des Historikers Patrick Wagner neben Walter Zirpins als einer der „Geschichtspolitiker der Kripo“.

## Leben

### Frühe Jahre
Wehner wuchs als Sohn des 1931 verstorbenen Oberzollinspektors Gustav Wehner und seiner Frau Rosa (geb. Hofmann) zunächst in Bad Lobenstein und Schleiz auf. Die Familie zog Ende der 1920er Jahre ins Ruhrgebiet, wo Wehner 1930 sein Abitur an der Essener Humboldt-Oberrealschule ablegte. Er studierte anschließend Rechtswissenschaften in Erlangen und von 1931 bis 1933 in Köln. Bereits im Frühjahr 1931 trat er der SA und der NSDAP (Mitgliedsnummer 518.544) bei. „Wir Abiturienten und Studenten jener Zeit“ argumentierte er 1989, „waren, abgesehen von unserer ‚tendenziösen‘ Erziehung durch Elternhaus und Schule (Väter waren in der Regel kaiserliche Offiziere gewesen), politisch ziemlich unbedarft. Unser ganzes Umfeld – von ganz wenigen Ausnahmen abgesehen – hielt ‚die Linken‘, Sozialdemokraten und Kommunisten, für die 1918er ‚Novemberverbrecher‘, die unseren ‚siegreichen‘ Soldaten den Dolch in den Rücken gestoßen haben.“ In der angespannten Lage während der Weltwirtschaftskrise habe man ein politisches Wunder herbeigesehnt.
Am 16. Juli 1934 legte Wehner sein erstes Staatsexamen ab und arbeitete seit dem 20. Juli 1934 als Rechtsberater der Deutschen Arbeitsfront in Hamborn und Essen. Hier beschäftigte er sich vor allem mit der Frage, ob ein Verzicht auf Tariflohn nach dem Erlass des Gesetzes zur Ordnung der nationalen Arbeit noch wirksam sei und führte auf Arbeitnehmerseite einen Musterprozess bis zum Reichsarbeitsgericht. Im Sinne nationalsozialistischer Rechtsauffassung und des Führergedankens argumentierte Wehner dabei, dass ein Tariflohnverzicht auf Grund der Fürsorgepflicht des Führers eines Betriebes unwirksam sei. Mit der gleichen Logik begründete er freilich auch, dass Streiks verboten sein müssten, weil sie dem Nutzen von Volk und Staat entgegen stünden. Im Juli 1935 wurde Wehner mit der Dissertation „Die Einwirkung des Gesetzes zur Ordnung der nationalen Arbeit auf die Frage des Tariflohnverzichts“ an der Universität zu Köln zum Dr. jur. promoviert.
Am 1. Juli 1935 begann Wehner als Kriminalkommissar-Anwärter beim Polizeipräsidium Essen. 1936/37 absolvierte er den entsprechenden Lehrgang am Polizei-Institut Berlin-Charlottenburg. Absolventen dieser Hochschule für Kriminalisten sollten nach dem Zweiten Weltkrieg professionelle Netzwerke ausbilden. Die Absolventen des Jahrgangs 1938/39 etwa, die später vor allem im BKA Beschäftigung fanden, waren nachgerade als „Charlottenburger“ bekannt.

### Leiter der „Reichszentrale zur Bekämpfung von Kapitalverbrechen“ des RKPA
Wehner trat im September 1937 seinen Dienst als Leiter einer der drei ständigen Mordkommissionen der Berliner Kriminalpolizei-Leitstelle an. Er war in die Ermittlungen zum Sprengstoffanschlag auf Adolf Hitler im Münchner Bürgerbräukeller involviert, das Georg Elser am 8. November 1939 verübt hatte. Anfang 1940 wurde er zum Amt V des Reichssicherheitshauptamtes versetzt, dem Reichskriminalpolizeiamt (RKPA), wo er zunächst das Referat für Betrugs- und Korruptionsdelikte leitete. Im Mai 1940 übernahm er die „Reichszentrale zur Bekämpfung von Kapitalverbrechen“. 1942 wurde er als SS-Sturmbannführer in die SS (SS-Nr. 414.073) aufgenommen.
Wehner ermittelte in einigen der spektakulärsten und heikelsten Fälle während des Nationalsozialismus. Er habe, so drückte sich Wehner nach dem Krieg aus, seinem Chef Arthur Nebe „manche dicke Kastanie aus dem Feuer“ geholt. So leitete er vom 6. September bis zum 15. Dezember 1939 eine Sonderkommission der Berliner Kriminalpolizei zur Aufklärung von Massakern an „Volksdeutschen“, die im September 1939 in und um Bromberg begangen und als „Bromberger Blutsonntag“ bekannt wurden. Wehner stellte seine Ergebnisse in den Dienst der nationalsozialistischen Propaganda, indem er in seiner Untersuchung der Ereignisse von Bromberg „den unerschütterlichen Beweis für die furchtbarsten Massenverbrechen der Kriminalgeschichte der letzten Jahrhunderte“ fand, nämlich dass die Volksdeutschen „im Rahmen eines einzigen, behördlich organisierten Massenmordes gefallen“ seien. Die Zahl der Opfer des „Bromberger Blutsonntags“ ist bis heute umstritten. Wehner schätzte die Zahl inoffiziell auf 5.800. In einer staatsanwaltschaftlichen Vernehmung gab er 1961 zu Protokoll, dass ihm von höherer Stelle befohlen worden sei, aus propagandistischen Gründen öffentlich die Zahl von 58.000 Opfern zu nennen.
In ähnlicher Weise stilisierte Wehner nach dem Krieg seine Tätigkeit im Rahmen des „Sonderunternehmens Völkerbund“ auf Kreta 1941. Paul Werner hatte in Abwesenheit Nebes eine Kommission Berliner Kriminalisten unter der Leitung Wehners nach Kreta entsandt, um Partisanen zu ermitteln und von Standgerichten aburteilen zu lassen, die während der Luftlandeschlacht um Kreta gegen deutsche Fallschirmspringer gekämpft hatten. Auf der Grundlage der von Wehner aufgestellten Fahndungslisten wurden 110 Männer zum Tode verurteilt und erschossen, 13 Männer freigesprochen. Weitere 39 Zivilisten wurden „bei bewaffnetem Widerstand oder auf der Flucht“ erschossen. Laut Wehner hatten die Kriminalisten dabei wie schon in Bromberg Schlimmeres verhütet: „Die von Göring beabsichtigten Sühneaktionen gegen die Kreter unterblieben, und es kamen nur solche Personen vor ein Gericht, die des Mordes, der Leichenfledderei oder anderer im Einzelfall nachgewiesener Völkerrechtsverbrechen überführt werden konnten.“ Heute wird das „Sonderunternehmen Völkerbund“ zu den Verbrechen der Wehrmacht gerechnet.
Spezielle Aufträge führten Wehner auch mehrmals nach Prag. Zunächst untersuchte er Vorwürfe gegen den Ministerpräsidenten des Reichsprotektorats Böhmen und Mähren, Alois Eliáš, dieser habe den pro-deutschen Journalisten Karel Lažnovský vergiften lassen. Wehner kam zu dem Schluss, dass es sich dabei eher um einen Fall von unabsichtlicher Lebensmittelvergiftung handelte. Der Tod Lažnovskýs ist bis heute ungeklärt. Angehörige des tschechischen Widerstands beanspruchen inzwischen, Lažnovský sei tatsächlich vergiftet worden. Am 27. Mai 1942 kehrte Wehner mit seinem Kollegen Horst Kopkow noch einmal nach Prag zurück, um das Attentat auf Reinhard Heydrich zu untersuchen.
Auch zu den Untersuchungen des Staatsanwaltes Konrad Morgen gegen den ehemaligen Kommandanten des KZ Buchenwald Karl Otto Koch wurde Wehner hinzugezogen. Wehners Aufgabe bestand darin, Koch zumindest einen Mord gerichtsfest nachzuweisen. Dies gelang ihm, obwohl er laut eigener Auskunft mit Problemen besonderer Art zu kämpfen hatte: „Die Verdachtsgründe waren in vielen Fällen allerdings erdrückend. Man scheiterte aber einfach an der Vielzahl der befohlenen Tötungen und der tödlichen Versuche. Kein Mensch kannte sich mehr aus, …“ Infolge dieser Ermittlungen wurden Koch und unter anderem auch dessen Ehefrau Ilse verhaftet, da sie der Vergiftung des SS-Oberscharführers Köhler verdächtig waren.
In seinem Buch Der SS-Staat warf Eugen Kogon, der zur Zeit der Ermittlungen Ärzteschreiber in Buchenwald war, Wehner vor, gemeinsam mit Morgen einen Giftversuch an vier Häftlingen organisiert und beigewohnt zu haben, um das im strittigen Mordfall benutzte Gift festzustellen. Wehner stritt dies ab und schob die Verantwortung dem Chef der Gestapo Heinrich Müller und dem Lagerarzt Erwin Ding-Schuler zu. Ding-Schuler selbst hatte in seinem Tagebuch vermerkt: „30.–31.12.43 Sonderversuch an 4 Personen in Sachen Koch/Hoven. Auf Befehl von Gruppenführer Nebe wurde der Versuch in Anwesenheit von Dr. Morgen und Dr. Wehner durchgeführt.“ Kogon nahm seinen Vorwurf später zurück. In der DDR blieb die Behauptung jedoch virulent. So fand Wehner im 1968 im Braunbuch der DDR Erwähnung.
Als am 20. Juli 1944 Claus Schenk Graf von Stauffenberg das Attentat auf Hitler verübte, wurde Wehner mit drei weiteren Berliner Kriminalisten in die Wolfsschanze geflogen. Gemeinsam mit Albert Widmann und Horst Kopkow rekonstruierte er hier den Tatablauf. Später organisierte er die Fahndung nach Arthur Nebe, der als Mitverschwörer gesucht wurde.

### Arbeit für das NachrichtenmagazinDer Spiegel
Mit dem Kriegsende wurde Wehner zunächst interniert. Nachdem er Anfang April 1946 entlassen worden war, arbeitete er eine Zeitlang als Kraftfahrer bei den britischen Militärbehörden in Bad Harzburg. 1948 kam er in Kontakt mit dem Herausgeber des zunächst Hannoveraner, bald darauf Hamburger Nachrichtenmagazins Der Spiegel, Rudolf Augstein. Bei einer Vernehmung durch die Oberstaatsanwaltschaft beim Landgericht Bremen am 26. Januar 1960 erläuterte Wehner:

„1948 habe ich versucht, Journalist zu werden. Durch einen Zufall bin ich mit Herrn Augstein vom Spiegel in Verbindung gekommen. Herr Augstein hatte mich nach dem Werdegang von Nebe bis zu seiner Hinrichtung befragt und ich hörte, daß der Spiegel eine größere Geschichte über Nebe durch den Schriftsteller Hans Rudolf Berndorf [sic!] hat schreiben lassen. Augstein ging davon aus, daß Nebe der einzige höhere Kriminalbeamte und gleichzeitig höherer SS-Gruppenführer gewesen ist, der gleichzeitig einziger Widerstandskämpfer gegen das SS-Regime innerhalb der Kriminalpolizei gewesen war. Ich wußte aber, daß Nebe, wenn er überhaupt ein Widerstandskämpfer gewesen ist, sich praktisch nur hat sichern wollen, weil er nach meinem Wissen reichlich in NS-Verbrechen verstrickt war. Ich erzählte seinerzeit Augstein, was ich wußte und mir denken konnte, worauf ich den Auftrag vom Spiegel erhielt, eine Kriminalgeschichte aus der Zeit vor 1933 bis 1945 zu schreiben, bei der Nebe den roten Faden abgeben sollte. Ich habe die Geschichte geschrieben mit meinem eigenen Wissen unter Verwertung der vorliegenden Literatur und nachdem ich Recherchen bei allen greifbaren Männern anstellte, die seinerzeit, von etwa Mitte 1949 bis Ende 1949 greifbar gewesen sind.“

In der Ausgabe des Spiegel vom 29. September 1949 begann Wehners Serie Das Spiel ist aus – Arthur Nebe. Glanz und Elend der deutschen Kriminalpolizei, die mit 30 Fortsetzungen bis Mitte April 1950 fortgeführt wurde und damit die längste Spiegel-Serie überhaupt ist. Peter Merseburger zufolge hat nicht Wehner, sondern vor allem Augstein die Serie geschrieben. Zumindest in ihrer Intention aber gingen Wehner und Augstein konform. Zwar wurde die Verwicklung der Kriminalpolizei in die Verbrechen des Nationalsozialismus nicht verschwiegen, aber gegenüber den kriminalistischen Ermittlungserfolgen in den Hintergrund gestellt. Nebe erschien darin als Verkörperung der „Kollektiv-Seele des Deutschlands unter Hitler: Anständig, aber ängstlich und ehrgeizig. […] Die Berufsgruppe Kriminalpolizei war natürlich auch keine Sammlung von Helden und Märtyrern. Die Familienväter überwogen. Denn das ist Nebes Verdienst, mindestens in den Augen der damaligen Kriminalisten: Er hat die Kripo durch eine manchmal servile Willfährigkeit vor der Stapo und vor mancherlei SS-Einflüssen bewahrt.“
Die Serie war schon zum Zeitpunkt ihres Erscheinens umstritten. Augsteins journalistischer Lehrmeister Harry Bohrer quittierte das Ende der Serie mit einem erleichterten „Gott sei Dank“ und fragte Augstein, ob alle Deutschen größere oder kleinere Nebes gewesen seien, die nie das Böse wollten, aber zum Werkzeug des Infernalen geworden seien. Er hielt die Serie für verwirrt und glossierte: „Sensationelle Enthüllungen Über die Grausamsten und Größten Verbrechen des Letzten Vierteljahrhunderts Mit Gründlichster Beachtung Aller Derjenigen Aspekte Die Ein Sexualneurotisches Publikum Zu Begeisterter Kauflust Treiben Und So Fuer Den Wegfall der Pornographischen Titelseite Garantiert Entschädigen.“ Augstein, seinem Biographen Peter Merseburger zufolge ein „unerbitterlicher Realist und Zyniker“ mit einem „ausgesprochenen Hang zum Paradoxen“, verteidigte dagegen auch in Briefen an die Spiegel-Leser das RKPA als eher unpolitische Organisation und forderte, die Kriminalpolizei der Bundesrepublik Deutschland müsse zentrale Weisungsbefugnis für das ganze Bundesgebiet erhalten und auch auf ihre alten Fachleute zurückgreifen dürfen. Als die nationalsozialistische Vergangenheit früher Spiegel-Mitarbeiter ruchbar wurde, reagierte Augstein: „Da war der Kriminalrat Bernd Wehner, der wurde mein Polizeireporter, im übrigen war er kein SS-Mann natürlich, sondern ein Hauptmann der Kriminalpolizei, der 1954 die Kripo in Düsseldorf übernahm. Der Fall ist schon erledigt damit.“
Mit dem Ansatz, die konkrete Schuld der Täter ins Kollektive aufzulösen, etablierte sich Wehner neben Walter Zirpins als „Geschichtspolitiker der Kripo“. Seine Serie wurde im Bundesinnenministerium auch als Versuch gelesen, sich selbst und andere im Nationalsozialismus führende Kriminalpolizisten wie Paul Werner für den Polizeidienst zu rehabilitieren. Jahre später war Wehner allerdings auch einer der wenigen, welche die Rolle der Kriminalpolizei im Nationalsozialismus zumindest teilweise hinterfragten. In einer Artikelreihe in der Fachzeitschrift Kriminalistik setzte er sich 1989 mit Friedrike Wieking und der von ihr geleiteten Weiblichen Kriminalpolizei, mit Paul Werner und vor allem mit Arthur Nebe kritisch auseinander. Die dem RKPA unterstellten Jugendkonzentrationslager des „Dritten Reiches“ bezeichnete er als „Schande“.
Wehner, laut einem Vermerk Augsteins vom Dezember 1996 an Politik nicht sonderlich interessiert und alles andere als ein Nazi, arbeitete noch eine Zeit lang als Kriminalreporter für den Spiegel. Peter Merseburger hält es für sehr wahrscheinlich, dass Wehner es war, der den Kontakt zwischen dem Nachrichtenmagazin und den ehemaligen SS-Offizieren Horst Mahnke und Georg Wolff knüpfte, welche die ab Sommer 1950 anlaufende und wegen ihrer rassistischen Klischees berüchtigte Serie Am Caffehandel beteiligt – Deutschlands Schmuggler verfassten. Ähnlich ausgerichtete Spiegel-Artikel, die etwa vor Lockspitzeln der amerikanischen Abwehr warnen sollten, z. B. Merkt euch den Namen Hirschfeld, beruhten auf Informationen Wehners.

### Wiedereintritt in den Polizeidienst
Wehner arbeitete noch bis 1954 als Redakteur für Polizeifragen des Spiegels. Aber nachdem er am 31. Januar 1951 durch den Braunschweiger Entnazifizierungsausschuss in die Kategorie V eingestuft wurde, trat er zum 1. August 1951 als Kriminalpolizei-Oberinspektor bei der Stadtkreis-Polizei Dortmund wieder in den Polizeidienst ein. Für seine Wiedereinstellung hatte sich vor allem der SPD-Bundestagsabgeordnete Alfred Gleisner eingesetzt, wohl um in Wehner einen erfahrenen Kriminalbeamten zu gewinnen. Über eine von Willy Gay vermittelte Zwischenstation bei der Kripo Köln avancierte Wehner zum Kriminalrat befördert am 1. Oktober 1954 zum Leiter der Düsseldorfer Kriminalpolizei. Willy Gay war es auch, der Wehner die Herausgeberschaft der Fachzeitschrift Kriminalistik antrug.
Wehners NS-Vergangenheit, die er mit vielen leitenden Kriminalbeamten gemeinsam hatte, blieb öffentlich nicht unumstritten. Im September 1959 etwa startete die Gewerkschaft ÖTV eine Kampagne gegen eine angebliche Kameradschaft ehemaliger hoher SS- und SD-Führer, die angeblich hochqualifizierten und politisch unbelasteten Kriminalbeamten den beruflichen Aufstieg versperrten. Die ÖTV identifizierte fast 60 leitende Kriminalisten in nordrhein-westfälischen Großstädten. Wehner reagierte, indem er einen der beteiligten Journalisten hinter den Kulissen mit dem Gerücht zu diskreditieren suchte, dieser sei bereits kriminell in Erscheinung getreten. Gegen den Chefredakteur der VVN-Wochenzeitschrift Die Tat, Hans Piechotta, erhob Wehner 1960 Beleidigungsklage, weil dieser die Behauptung aufgegriffen hatte, Wehner sei an Giftversuchen in Buchenwald beteiligt gewesen und ihn als rechte Hand Heydrichs bezeichnet hatte. Piechotta, der vor Gericht von Friedrich Karl Kaul vertreten wurde, erhielt eine Geldstrafe in Höhe von 300 DM.

### Kriminalist in der BRD
Nach dem Zweiten Weltkrieg machte sich Wehner vor allem mit einer Studie zum sogenannten Dunkelfeld einen Namen. In Die Latenz der Straftaten (1957) untersuchte er „Phänomene der Zufallsentdeckungen“, aus denen er Schätzwerte ableitete. Besonderes Aufsehen erregte dabei seine These, dass Tötungsdelikte im Verhältnis 1:3 bis 1:6 unentdeckt blieben. Spätere Studien nahmen weitaus geringere Quoten von 30:1, aber auch viel höhere von 1:1 an.
1967 übernahm Wehner die Schriftleitung der Fachzeitschrift Kriminalistik. Nachdem er 1970 als Kriminaldirektor aus dem aktiven Polizeidienst ausgeschieden war, war er von 1975 bis 1986 alleiniger Herausgeber. Über 1986 hinaus blieb er Mitherausgeber. Er gehörte zu denjenigen, die über die Bundesrepublik eine „Kriminalitätsflut“ herein brechen sahen. Dabei nehme vor allem die „Qualität des Verbrechens“ zu. Er sprach sich deshalb für ein starkes Bundeskriminalamt (BKA) aus, das länderübergreifende Abwehrkonzepte entwickeln könne und unterstützte die Bemühungen des BKA-Präsidenten Horst Herold um die Einführung einer zentralen elektronischen Datenverarbeitung der Polizei (INPOL).
Früh beschäftigte sich Wehner mit den Möglichkeiten, die neue Medien wie das Fernsehen der Polizei boten. Er nahm 1970 die Sendung Aktenzeichen XY … ungelöst gegenüber Kritikern in Schutz. Außerdem regte er die Krimiserie Frühbesprechung (1973) an. Angelehnt an die Besprechung, die Wehner allmorgendlich bei der Düsseldorfer Kriminalpolizei abhielt, damit sich die Kommissare gegenseitig über ihrer Ermittlungen informierten, bemühte sich die Serie um eine realitätsnahe Darstellung des polizeilichen Ermittlungsalltags. Zuvor bestand bereits eine Zusammenarbeit mit dem Fernsehregisseur Jürgen Roland für dessen Krimireihe Stahlnetz.
Für seine Verdienste wurde Wehner von der Deutschen Kriminologischen Gesellschaft mit der Beccaria-Medaille in Silber (1966) und Gold (1984) ausgezeichnet. Horst Herold würdigte Wehner im Geleitwort zu dessen populärwissenschaftlicher Geschichte der deutschen Kriminalpolizei, dieser sei schon zu Lebzeiten „zu einem Symbol geworden, in dem sein eigenes Leben zugleich die Geschichte der deutschen Kriminalpolizei verkörpert“.

## Schriften
- Die Einwirkung des Gesetzes zur Ordnung der nationalen Arbeit auf die Frage des Tariflohnverzichts. Univ., Diss.-Köln, 1936… Spez.-Diss.-Buchdr., Düren 1936.
- Die polnischen Greueltaten. Kriminalpolizeiliche Ermittlungsergebnisse. Jaedicke, Berlin 1942.
- Die Latenz der Straftaten. (Die nicht entdeckte Kriminalität). Bundeskriminalamt, Wiesbaden 1957. [= Bundeskriminalamt (Hrsg.): BKA -Reihe Polizei bis Herbst 1994. BKA-Schriftenreihe Band 7]
- Vorbeugende Verbrechensbekämpfung. Arbeitstagung im Bundeskriminalamt Wiesbaden vom 20. bis 24. April 1964 [= Bundeskriminalamt (Hrsg.) Vorträge anlässlich der BKA-Tagungen bis 1992 (Bundeskriminalamt) Wiesbaden. Band 16]
- Die Kriminalität – gestern, heute und – vielleicht – morgen. Vortrag vor der Rechts- und Staatswissenschaftlichen Vereinigung e. V. in Düsseldorf am 23. Januar 1969. [Verl.-Anst. Dt. Polizei], [Hilden] 1969.
- Dem Täter auf der Spur. Die Geschichte der deutschen Kriminalpolizei. Lübbe, Bergisch Gladbach 1983, ISBN 3-7857-0331-7.
- Vom Unrechtsstaat ins Desaster. Die Rolle der Kriminalpolizei im Dritten Reich. In: Kriminalistik, 43, 1989, S. 258–262, 335–340, 401–403, 546–549, 583–588, 665–670, 697–701.